# Krplivnik
Krplivnik (mađarski: Kapronak) je naselje u slovenskoj Općini Hodoš. Krplivnik se nalaze u pokrajini Prekmurju i statističkoj regiji Pomurju. 

## Stanovništvo
Prema popisu stanovništva iz 2002. godine naselje je imalo 105 stanovnika.